# Асасио (1937)
«Асасио» (яп. — 朝潮) — японский эскадренный миноносец времён Второй мировой войны, головной типа «Асасио». Название в переводе с японского на русский означает «Утренний прилив».

Заложен 7 сентября 1935 года на верфи Sasebo КК в Сасебо. Спущен 16 декабря 1936 года, вошел в строй 31 августа 1937 года.

## Конструкция
Производство эсминцев данного проекта, так называемых «крейсерского» типа, было заказано в 1934 году. Они проектировались и строились после выхода Японии из договоров о ограничениях морских вооружений. За основу был взят проект эскадренных миноносцев типа «Сирацую» что давало остойчивость и прочность корпуса. Скорость и экономичность плавания должны были обеспечить два турбозубчатых агрегата, аналогичным как на типе «Фубуки», с общей мощностью в 50 тысяч л.с.. Увеличенные топливные цистерны позволили достичь дальности плавания в 10500 километров.

Огневую мощь обеспечивали:
- Три спаренные артиллерийские установки 127-мм/50 типа C, расположенные по линейно-возвышенной схеме (вторая АУ располагалась над кормовой надстройкой).
- Два спаренных зенитных автомата Тип 96, располагавшихся по бокам от второй трубы.
- Два счетверённых 610-мм торпедных аппарата Тип 92, с шестнадцатью торпедами Тип 93.

## Служба
После ввода в строй зачислен в 8 Дивизион 2 Флотилии Эсминцев. Участвовал в захвате Малайи и Голландской Индии, в Бою в проливе Бадунг, где совместными усилиями с эсминцем «Осио» потопил голландский эсминец «Hr. Ms. Piet Hein», открыв артиллерийский огонь и выпустив торпеду.
Участвовал в битве за Мидуэй.
«Асасио» и «Арасио» в феврале — марте 1943 года занимались переброской войск из Рабаула на атолл Лаэ.
4 марта 1943 года в море Бисмарка потоплен с ещё тремя эсминцами и четырьмя транспортами американской и австралийской авиацией в точке 07°15′ ю. ш. 148°15′ в. д..